# Les Schtroumpfs : Epic Run
Les Schtroumpfs : Epic Run est un jeu vidéo de plate-forme et de course dérivé de la bande dessinée Les Schtroumpfs de Peyo pour appareils mobiles. Disponible en free-to-play, le joueur incarne un Schtroumpf qui doit libérer ses confrères emprisonnés par le sorcier Gargamel.

## Système de jeu
Après avoir incarné un personnages, les joueurs doivent libérer des Schtroumpfs capturés par Gargamel. De nouveaux personnages s'ajoute à l'histoire : des fées, qui permettent au joueur d'avoir un ou plusieurs « pouvoirs ».

## Accueil
- Gamezebo : 3/5[1]